# Felipe Kitadai
Felipe Eidji Kitadai (ur. 28 lipca 1989) – brazylijski judoka. Brązowy medalista olimpijski z Londynu.
Walczy w kategorii do 60 kilogramów i to w niej sięgnął po medal w dniu swoich 23 urodzin. Zawody w 2012 były jego pierwszymi igrzyskami olimpijskimi. W 2011 zwyciężył w igrzyskach panamerykańskich, ma również w dorobku medale mistrzostw kontynentu.  Triumfator 6. Światowych igrzysk wojskowych w 2015 roku